# 柳雄介
柳 雄介（栁 雄介、やなぎ ゆうすけ）は、日本の医師、ウイルス学者。九州大学 名誉教授。長崎大学高度感染症研究センター 教授（センター長兼任）。専門は麻疹ウイルスなど。

## 略歴
- 1980年 - 九州大学医学部 卒業。同年、九州大学医学部附属病院 研修医
- 1981年 - 九州大学大学院医学研究科 内科学/ウイルス学
- 1981年 - トロント大学オンタリオ癌研究所 博士研究員
- 1985年 - 東京大学医学部免疫学 助手
- 1988年 - スクリプス研究所 上級研究員
- 1989年 - スクリプス研究所 助教授
- 1991年 - 東京大学医学部細菌学 助手
- 1995年 - 九州大学医学部ウイルス学 教授[2]。
- 2000年 - 九州大学大学院医学研究院ウイルス学 教授
- 2021年 - 長崎大学感染症共同研究拠点 教授 / 拠点長
- 2022年 - 長崎大学高度感染症研究センター 教授 / 初代センター長[3]

など

## 所属学会
- 日本ウイルス学会

など